# Chodsigoa lamula
Chodsigoa lamula är en däggdjursart som beskrevs av Thomas 1912. Chodsigoa lamula ingår i släktet Chodsigoa och familjen näbbmöss. IUCN kategoriserar arten globalt som livskraftig. Inga underarter finns listade i Catalogue of Life.
Arten blir 54 till 75 mm lång (huvud och bål), har en 43 till 66 mm lång svans och 11 till 16 mm långa bakfötter. Annars har djuret nästan samma utseende som Chodsigoa hypsibia.
Denna näbbmus förekommer med flera från varandra skilda populationer i bergstrakter i centrala Kina. Utbredningsområdet ligger cirka 3000 meter över havet. Habitatet utgörs av bergsskogar.